# کاکایی نوک‌سرخ
کاکایی نوک‌سرخ (نام علمی: Chroicocephalus scopulinus) نام یک گونه از سرده کاکایی‌های رنگین‌سر است.